# تارزان فرزند گوریل‌ها
تارزان فرزند گوریل‌ها (انگلیسی: Tarzan of the Apes) یک فیلم صامت در سبک فانتزی و اکشن و به کارگردانی اسکات سیدنی است که بر پایهٔ رمانی به همین نام اثرِ ادگار رایس باروز ساخته و در سال ۱۹۱۸ منتشر شد.
این فیلم که اولین فیلمِ تاریخِ سینما دربارهٔ تارزان است، در سال ۱۹۱۷، در شهر مرگن سیتی در ایالت لوئیزیانا فیلمبرداری شد؛ جایی که درخت‌ها و مرداب‌هایش را به‌جای جنگل‌های آفریقا، جا زدند.

## داستان
جان و آلیس کلیتون، لرد و لیدی گریستوک، مسافران کشتی فووالدا هستند که به سمت آفریقا در حرکت است. وقتی شورشیان کنترل کشتی را به دست میگیرند، ملوانی به نام بینز جان آن‌ها را نجات میدهد، اما آنها را در ساحل یک منطقه گرمسیری رها میکند. پس از مرگشان، پسر کوچکشان توسط کالا، یک گوریل ماده، به فرزندی گرفته میشود و او را مانند فرزند خود بزرگ میکند.
تارزان جوان در میان گوریل‌ها بزرگ میشود و به پادشاه آنها تبدیل می‌شود. بینز که پس از ده سال اسارت نزد اعراب آزاد شده، برمی‌گردد تا کلیتون‌ها را پیدا کند. او به جای آنها تارزان را می‌یابد و به انگلستان میرود تا خبر زنده ماندن او را به خانواده‌اش برساند. یک گروه اکتشافی به سرپرستی پروفسور پورتر برای تحقیق درباره این موضوع تشکیل میشود.
در همین حال، کالا توسط یکی از بومیان کشته میشود و تارزان که حالا بزرگسال شده، قاتل او را به انتقام میکشد. روستاییان جین، دختر پروفسور پورتر را میدزدند. تارزان او را نجات میدهد و بین آنها رابطه عاشقانه‌ای شکل می‌گیرد. جین کمکم عشق تارزان را میپذیرد و داستان به پایان میرسد.

## بازیگران
- المو لینکلن در نقش «تارزان» (در بزرگسالی)
- گوردون گریفیث در نقش «تارزان» (در نوجوانی)
- اینید مارکی در نقش «جین پورتر»
- ترو بوردمن در نقش «لُرد گری‌ستوک»
- کتلین کرکهام در نقش «لیدی گریستوک»
- جرج بی. فرنچ در نقش «بینیس» (ملوان)
- کالین کنی در نقش «ویلیام سیسیل کلی‌تون»
- بسی تونر در نقش «پیشخدمت»
- لوئیس موریسون در نقش «صاحب مسافرخانه»
- جک ویلسون در نقش «ناخدای کشتی فووالدا»
- رکس اینگرام (نامش در عنوان‌بندی نیامده)
- یوجین پلت

## سانسور فیلم
مانند بسیاری از فیلم‌های آمریکایی آن دوران، فیلم "تارزانِ میمون‌ها" نیز توسط هیئت‌های سانسور شهری و ایالتی مورد اصلاح قرار گرفت. هیئت سانسور شیکاگو موارد زیر را از فیلم حذف کرد:
- در حلقه اول: صحنه‌های کاپیتان که مردی را شلیک می‌کند و سقوط او، دو صحنه از مردانی که توسط کاپیتان هدف قرار می‌گیرند و می‌افتند، و صحنه ضربه زدن به سر یک مرد
- در حلقه سوم: صحنه‌ای که پسرک از ترس شیر می‌پرد و اندام جنسی او نمایان می‌شود، و صحنه زنی که روی دیگ ایستاده و سینه‌هایش نمایان است
- در حلقه پنجم: دو صحنه اول از خدمتکاری که روی پای مردی در کمد نشسته است، سه صحنه خفه‌کردن
- در حلقه هفتم: دو نمای نزدیک از مرد سیاهپوستی که به زنی خیره شده و چهار صحنه‌ای که او را با خود می‌برد
این حذفیات نشان‌دهنده حساسیت‌های اخلاقی و نژادی رایج در آن دوره تاریخی است که بر محتوای فیلم‌ها اعمال می‌شد. هیئت‌های سانسور با این اقدامات سعی در «حفظ اخلاق عمومی» داشتند، هرچند که امروزه بسیاری از این موارد عجیب یا حتی توهین‌آمیز به نظر می‌رسند. این سانسورها بخشی از تاریخ پیچیده سینمای اولیه آمریکا را تشکیل می‌دهند که تحت تأثیر هنجارهای اجتماعی و سیاسی آن دوران قرار داشت.